# Mieke Kröger
Mieke Kröger (Bielefeld, 18 juli 1993) is een Duitse wielrenster. Ze is zowel actief op de baan als op de weg, en heeft diverse nationale, Europese, wereldtitels en een Olympische titel op haar naam.

## Carrière

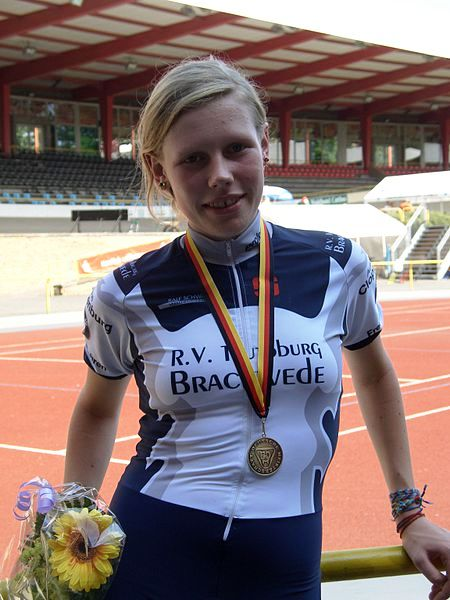
Kröger in 2010.

Bij de junioren won Kröger al diverse nationale titels op de weg en op de baan. In 2014 werd ze Europees kampioene bij de beloften in de achtervolging en in 2014 en 2015 werd ze Europees kampioen tijdrijden, eveneens onder 23. Bij de elite werd ze tweemaal Duits kampioene in de tijdrit en eenmaal op de weg; op de baan werd ze tweemaal Duits kampioene in de achtervolging en eenmaal in het omnium. Tijdens de Wereldkampioenschappen wielrennen 2015 in het Amerikaanse Richmond won ze met haar ploeg Velocio-SRAM goud in de ploegentijdrit. In 2019 won ze etappes in de Healthy Ageing Tour, Gracia Orlová en de Lotto Belgium Tour en van de laatste won ze tevens het eindklassement. In 2020 werd ze in Plouay Europees kampioene in de ploegenestafette, samen met Lisa Brennauer, Lisa Klein en de heren Heidemann, Wolf en Hessmann. Een jaar later in Brugge won ze op dit onderdeel de wereldtitel met Klein, Brennauer, Max Walscheid, Nikias Arndt en Tony Martin.
In augustus 2016 nam ze namens Duitsland deel aan de Olympische Zomerspelen 2016 in Rio de Janeiro, waar ze samen met Gudrun Stock, Charlotte Becker en Stephanie Pohl negende werd in de ploegenachtervolging. Vijf jaar later werd ze Europees en wereldkampioene op dit onderdeel. In augustus 2021 nam ze deel aan de Olympische Zomerspelen 2020 in Tokio; in de ploegenachtervolging reed ze samen met Lisa Brennauer, Lisa Klein en Franziska Brauße in de kwalificaties een wereldrecordtijd van 4 minuten en 7,307 seconden. In de finale werden ze Olympisch kampioen door de Britten te verslaan in een nieuw wereldrecord: 4 minuten en 4,242 seconden.
Kröger begon in 2013 bij Futurumshop.nl en reed vervolgens drie jaar bij Canyon-SRAM. In 2018 en 2019 reed ze voor het Deense Team Virtu, in 2020 en 2021 voor de Noorse wielerploeg Hitec Products en vanaf 2022 twee jaar voor het Amerikaanse Human Powered Health. Eind 2023 maakte ze bekend haar contract niet te willen verlengen, ook niet bij een andere ploeg, en dat ze zich enkel nog wil richten op de individuele tijdrit en ploegenachtervolging op de Olympische Zomerspelen 2024 in Parijs.

## Palmares

### Baanwielrennen

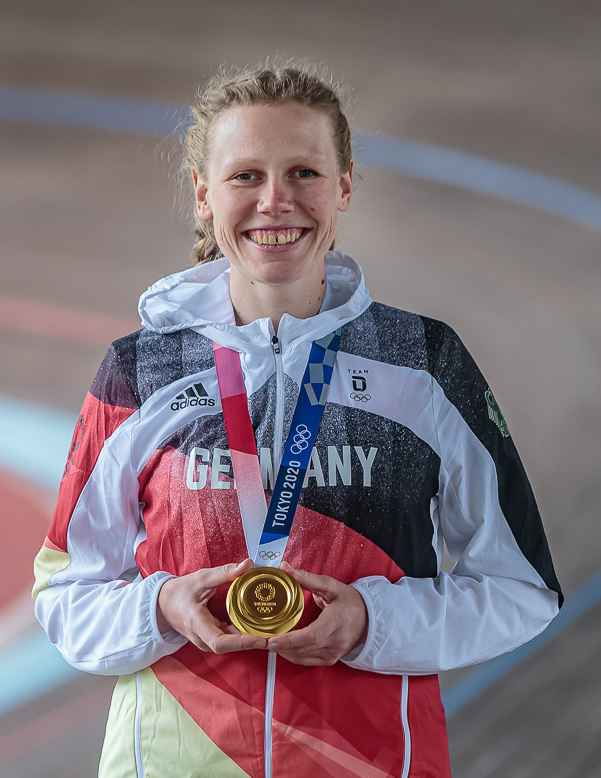
Haar Olympische gouden medaille in 2021.

| Jaar        | DK                                                                | EK                                      | WK                                        | Overig                                             |
| Als junior  | Als junior                                                        | Als junior                              | Als junior                                | Als junior                                         |
| ----------- | ----------------------------------------------------------------- | --------------------------------------- | ----------------------------------------- | -------------------------------------------------- |
| 2010        | achtervolging                                                     |                                         |                                           |                                                    |
| 2011        | achtervolging · keirin · ploegenachtervolging · 500m              |                                         | achtervolging                             |                                                    |
| Als belofte |                                                                   |                                         |                                           |                                                    |
| 2014        |                                                                   | achtervolging                           |                                           |                                                    |
| 2015        |                                                                   | ploegenachtervolging · achtervolging    |                                           |                                                    |
| Als elite   |                                                                   |                                         |                                           |                                                    |
| 2012        | achtervolging · ploegenachtervolging · 4e keirin · 4e puntenkoers | 6e omnium                               |                                           |                                                    |
| 2013        | omnium · scratch                                                  |                                         | 6e ploegenachtervolging 12e achtervolging |                                                    |
| 2014        |                                                                   | achtervolging                           | 8e ploegenachtervolging                   |                                                    |
| 2015        | achtervolging · 4e omnium · 7e puntenkoers                        | 4e achtervolging                        | 7e ploegenachtervolging 10e achtervolging |                                                    |
| 2016        |                                                                   |                                         | 5e achtervolging 10e ploegenachtervolging | Olympische Spelen: 9e ploegenachtervolging         |
| 2017        |                                                                   |                                         |                                           |                                                    |
| 2018        |                                                                   | ploegenachtervolging                    |                                           |                                                    |
| 2019        | achtervolging                                                     | ploegenachtervolging                    |                                           |                                                    |
| 2020        |                                                                   |                                         |                                           |                                                    |
| 2021        |                                                                   | ploegenachtervolging · achtervolging    | ploegenachtervolging · achtervolging      | Olympische Spelen: · ploegenachtervolging          |
| 2022        |                                                                   | ploegenachtervolging · achtervolging    | 4e achtervolging 6e ploegenachtervolging  | NC Glasgow: · achtervolging · ploegenachtervolging |
| 2023        |                                                                   | ploegenachtervolging · achtervolging    | 7e ploegenachtervolging                   |                                                    |
| 2024        |                                                                   | ploegenachtervolging · 9e achtervolging | ploegenachtervolging                      | Olympische Spelen: 6e ploegenachtervolging         |
| 2025        |                                                                   | ploegenachtervolging · achtervolging    |                                           |                                                    |

### Wegwielrennen

#### Jeugd

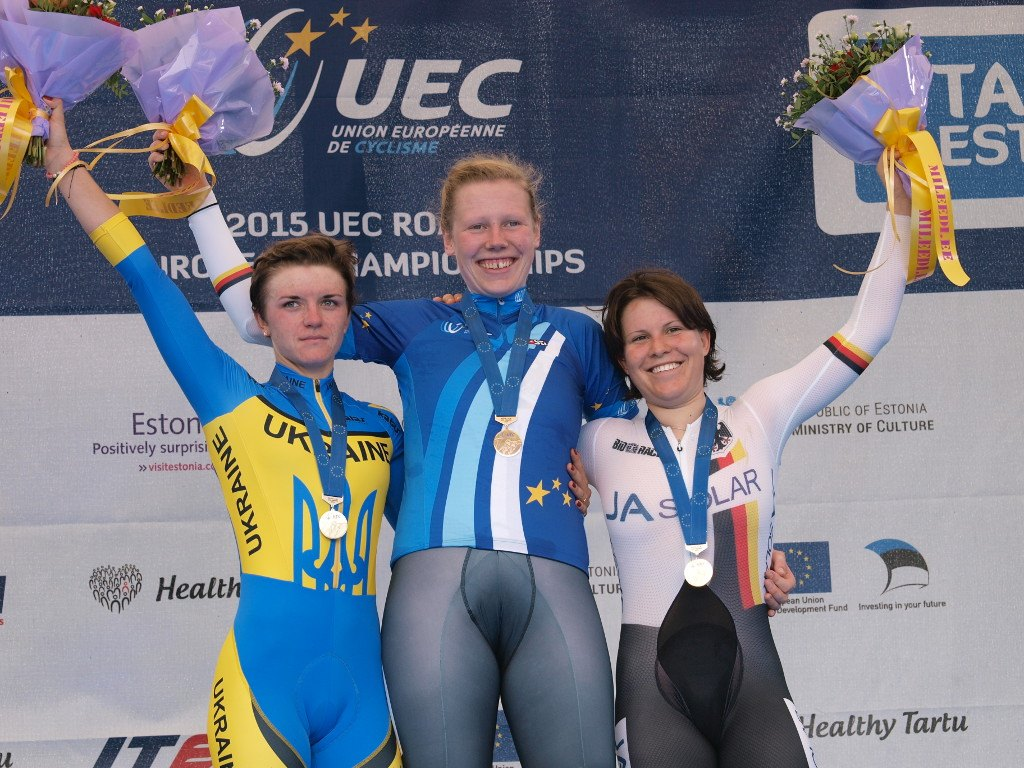
Europees kampioene (U23) in 2015.

2010
 Duits kampioen tijdrijden (U19)
2011
 Duits kampioen op de weg (U19)
 Duits kampioen tijdrijden (U19)
 Duits klimkampioen (U19)
2013
 Duits klimkampioen (U23)
2014
 Europees kampioen tijdrijden (U23)
2015
 Europees kampioen tijdrijden (U23)

#### Elite

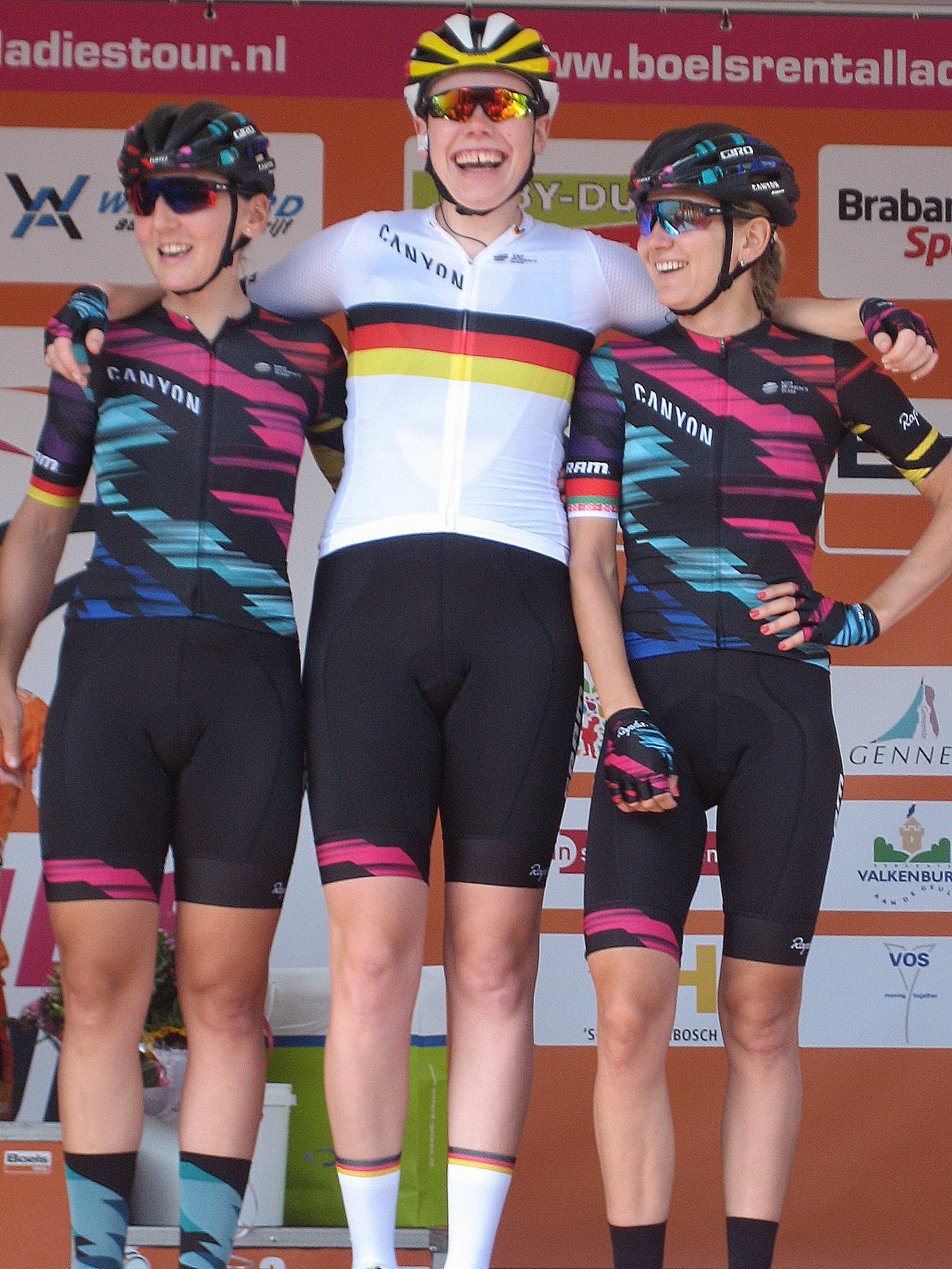
Duits kampioene bij de elite in 2016.

2015
 Wereldkampioen Ploegentijdrit
 Duits kampioen tijdrijden
2016
 Duits kampioen op de weg
 Wereldkampioenschap Ploegentijdrit
2019
 Wereldkampioenschap gemengde ploegenestafette
 Europees kampioenschap gemengde ploegenestafette
 Duits kampioenschap tijdrijden
2e etappe Healthy Ageing Tour
2e etappe Gracia Orlová
4e etappe Gracia Orlová
2e etappe Lotto Belgium Tour
Eindklassement Lotto Belgium Tour
2020
 Europees kampioen gemengde ploegenestafette
2021
 Wereldkampioen gemengde ploegenestafette
 Europees kampioenschap gemengde ploegenestafette
2023
 Duits kampioen tijdrijden
 Europees kampioenschap gemengde ploegenestafette
2024
 Duits kampioen tijdrijden
 Europees kampioenschap gemengde ploegentijdrit, elite

## Ploegen
- 2013 —  Futurumshop.nl
- 2014 —  Futurumshop.nl-Zannata
- 2015 —  Velocio-SRAM
- 2016 —  Canyon-SRAM
- 2017 —  Canyon-SRAM
- 2018 —  Team Virtu
- 2019 —  Team Virtu
- 2020 —  Hitec Products
- 2021 —  Coop-Hitec Products
- 2022 —  Human Powered Health
- 2023 —  Human Powered Health

2012: King, Rowsell, Trott ·
2016: Archibald, Barker, Rowsell, Trott  ·
2020: Brauße, Brennauer, Klein, Kröger ·
2024: Dygert, Faulkner, Valente, Williams
Amialiusik · Brennauer · Canuel · Cromwell · Delzenne · Guarischi · Kröger · Rowney · Wiles · Worrack
Amialiusik · Barnes · Brennauer · Cecchini · Cromwell · Guarischi · Kröger · Ryan · Worrack
Amialiusik · Barnes · Brennauer · Cecchini · Cromwell · Ferrand-Prévot · Guarischi · Kröger · Ryan · Thorvilson · Worrack
Aalerud · Guarischi · Koster · Kröger · Moberg · Pawłowska · Penton · Schmidt · Schweizer · Siggaard · Villumsen
Aalerud · Bastianelli · Bertizzolo · Guarischi · Koster · Kröger · Krogsgaard · Moberg · Neylan · Pawłowska · Penton · Schmidt · Siggaard
Feldmann · Gåskjenn · van der Haar · Heine · Kröger · Lorvik · Lutro · Mathisen · Midtsveen · Richioud · Solvang · Tagliaferro
Andersson · Boogaard · Feldmann · Gåskjenn · Iversen · Kröger · Lutro · Mathisen · Mohr · Nelson · Olsen · Riffel · Tveit · Ysland
Buysman · Christie · Christoforou · Clouse · Kröger · Kuijpers · MacPherson · Malcotti · Raaijmakers · Ray · Schmid · Williams · Yonamine
Buysman · Christie · Christofórou · Clouse · Cordon-Ragot (vanaf 6/4) · Van 't Geloof · Kröger · MacPherson · Malcotti · Pikulik · Raaijmakers · Schmid · Vandenbulcke · Williams · Wood · Yonamine